# Paguristes parvus
Paguristes parvus är en kräftdjursart som beskrevs av Edward Morell Holmes 1900. Paguristes parvus ingår i släktet Paguristes och familjen Diogenidae. Inga underarter finns listade i Catalogue of Life.